# Мајоријан
Јулије Валерије Мајоријан (новембар 420 — 7. август 461), познат као Мајоријан, био је цар Западног римског царства од 457. па до 461. године.
Мајоријан се истакао како војсковођа који је победио Франке и Алемане. Шест месеци пошто је Авит изгубио престо Мајоријана је за цара поставио регент Рицимер, што је изазвало противљење Лава I, цара Источног римског царства, који је чак Мајоријана прогласио за узурпатора. Но, Мајоријан је успео да сузбије Вандале 458. године. За напад на Африку, како би коначно сузбио Вандале, припремио је германску најамничку војску. 
У Галији је успео да победи Визиготе и да потом склопи савез са њима. Прешао је Пиринеје, како би се придружио моћној флоти која је била укотвљена у Новој Картагини. Вандалски краљ Гејсерих је након што су пропали мировни преговори, успео да искористи издају у римским редовима и већина Мајоријанове флоте је пропала, па је Мајоријан био принуђен да склопи мир са Гејсерихом — овај неуспех је уништио Мајоријанов војнички престиж.
Августа 461. године избио је устанак у Ломбардији. Главни царев противник био је управо Рицимер, његов некадашњи пријатељ. Мајоријан је био принуђен да абдицира, а пет дана потом је умро, највероватније насилном смрћу. Мајоријан је заслужан за низ важних закона који су нашли своје место у Теодосијевом кодексу.